# Куу-Майдан
Куу-Майдан (кирг. Куу-Майдан) — село в Ноокатском районе Ошской области Кыргызстана. Административный центр Кенешского айылного аймака.

## География
Село расположено в западной части области, на расстоянии приблизительно 6 километров (по прямой) к востоку от города Ноокат, административного центра района. Абсолютная высота — 1400 метров над уровнем моря.

## Население
Согласно оценочным данным Национального статистического комитета Кыргызской Республики, численность населения села на начало 2023 года составляла 3876 человек.
| год     | 2009 | 2014 | 2015 | 2020 | 2021 | 2023 |
| ------- | ---- | ---- | ---- | ---- | ---- | ---- |
| человек | 4331 | 4195 | 4198 | 5197 | 3809 | 3876 |